# Special Forces Tour
Special Forces Tour foi uma turnê de 1982 para divulgar o seu álbum Special Forces. A turnê contou com o Iron Maiden como banda de apoio.

## Datas
| Data                   | Cidade                      | País           | Local                          |
| ---------------------- | --------------------------- | -------------- | ------------------------------ |
| 11 de Maio de 1982     | Flint, Michigan             | Estados Unidos | IMA Sports Arena               |
| 13 de Maio de 1982     | East Lansing, Michigan      | Estados Unidos | Lansing Center                 |
| 14 de Maio de 1982     | Detroit, Michigan           | Estados Unidos | Cobo Arena                     |
| 15 de Maio de 1982     | Kalamazoo, Michigan         | Estados Unidos | Wings Stadium                  |
| 23 de Maio de 1982     | Indianapolis, Indiana       | Estados Unidos | Market Square Arena            |
| 26 de Maio de 1982     | Davenport, Iowa             | Estados Unidos | Palmer Auditorium              |
| 28 de Maio de 1982     | Milwaukee, Wisconsin        | Estados Unidos | County Stadium                 |
| 30 de Maio de 1982     | Kansas City, Missouri       | Estados Unidos | Arrowhead Stadium              |
| 1 de Junho de 1982     | Atlanta, Georgia            | Estados Unidos | Omni Coliseum                  |
| 2 de Junho de 1982     | Nashville, Tennessee        | Estados Unidos | Nashville Municipal Auditorium |
| 4 de Junho de 1982     | Birmingham, Alabama         | Estados Unidos | Boutwell Auditorium            |
| 5 de Junho de 1982     | Huntsville, Alabama         | Estados Unidos | Von Braun Center               |
| 7 de Junho de 1982     | Knoxville, Tennessee        | Estados Unidos | James White Civic Coliseum     |
| 8 de Junho de 1982     | Columbus, Georgia           | Estados Unidos | Municipal Auditorium           |
| 9 de Junho de 1982     | Tallahassee, Florida        | Estados Unidos | Tallahassee Civic Center       |
| 11 de Junho de 1982    | Memphis, Tennessee          | Estados Unidos | Mid-South Coliseum             |
| 12 de Junho de 1982    | Jackson, Tennessee          | Estados Unidos | Jackson Coliseum               |
| 15 de Junho de 1982    | Little Rock, Arkansas       | Estados Unidos | Barton Coliseum                |
| 16 de Junho de 1982    | Tulsa, Oklahoma             | Estados Unidos | Tulsa Convention Center        |
| 18 de Junho de 1982    | Shreveport, Louisiana       | Estados Unidos | Hirsch Memorial Coliseum       |
| 19 de Junho de 1982    | Norman, Oklahoma            | Estados Unidos | Lloyd Noble Center             |
| 20 de Junho de 1982    | Valley Center, Kansas       | Estados Unidos | Kansas Coliseum                |
| 23 de Junho de 1982    | Bloomington, Minnesota      | Estados Unidos | Met Center                     |
| 27 de Junho de 1982    | Morrison, Colorado          | Estados Unidos | Red Rocks Amphitheatre         |
| 16 de Setembro de 1982 | Seattle, Washington         | Estados Unidos | Seattle Center Coliseum        |
| 18 de Setembro de 1982 | Toronto, Ontario            | Canadá         | Maple Leaf Gardens             |
| 16 de Outubro de 1982  | New York, New York          | Estados Unidos | The Palladium                  |
| 29 de Outubro de 1982  | Normal, Illinois            | Estados Unidos | Horton Fieldhouse              |
| 6 de Novembro de 1982  | East Rutherford, New Jersey | Estados Unidos | Brendan Byrne Arena            |
| 21 de Novembro de 1982 | Lubbock, Texas              | Estados Unidos | Lubbock Municipal Coliseum     |
| 26 de Novembro de 1982 | Dallas, Texas               | Estados Unidos | Reunion Arena                  |
| 3 de Dezembro de 1982  | Jacksonville, Florida       | Estados Unidos | Jacksonville Memorial Coliseum |
| 27 de Dezembro de 1982 | St. Petersburg, Florida     | Estados Unidos | Bayfront Center                |
| 30 de Dezembro de 1982 | Little Rock, Arkansas       | Estados Unidos | Barton Coliseum                |
| 31 de Dezembro de 1982 | Memphis, Tennessee          | Estados Unidos | Mid-South Coliseum             |